# Grand Fenwick
Grand Fenwick è uno Stato fittizio, un minuscolo ducato europeo nato nell'immaginazione (1955) dello scrittore irlandese Leonard Wibberley (1915-1983) nel romanzo Il ruggito del topo (The mouse that roared) e apparso anche in racconti successivi e film derivati.
Lo staterello occupa un territorio di 8 km per 5 ed è ubicato in una depressione delle Alpi francesi. Confina con la Francia e con la Svizzera, è separata dalla prima dal valico del Pinot e comprende tre vallate. Il suo punto più alto (700 metri) è il monte Fenwick. La lingua più parlata è l'inglese, emette francobolli propri e conia la lira del Grand Fenwick. Professa il Cristianesimo (la cappella del castello funge da parrocchia): il suo motto è Nay Yea, l'inno Men of Fenwick.

## Storia

La duchessa Gloriana XII, in basso, il Duca Primo Ministro a destra, e Pierce Bascomb, a sinistra (Peter Sellers)

Il piccolo feudo è stato costituito nel 1370 da Roger Fenwick. Aveva combattuto, come arciere al servizio del re Edoardo III d'Inghilterra. Questo vecchio studente dell'Università di Oxford, di temperamento rissoso, si mise al servizio di Carlo V di Francia che gli affidò il compito di conquistare una strategica fortezza alpina. Ma Roger, vittorioso, si autoproclamò sovrano del luogo occupato e respinse in due riprese le truppe francesi. Per la seconda volta nel 1450, il suo discendente Roger III, nella battaglia (non reale) di Col di Pinot, nell'ambito della guerra dei cent'anni, batté l'esercito di Carlo VII di Francia; l'inglese s'impose, da allora, come la lingua ufficiale del ducato. Un trattato di assistenza fu stipulato, dopo il 1402, tra l'Inghilterra e il Grand Fenwick. L'autarchia economica, l'insularità linguistica e l'ubicazione sperduta tra le Alpi determinarono il suo isolamento, tanto da conservare gli usi e le consuetudini medievali: l'arma bellica dell'armata fenwickiena rimase, per legge, l'arco lungo inglese.
Nel 1955, regnando la duchessa Gloriana XII (nata nel 1933, erede diretta di sir Roger I e sposa di Tully Bascomb), il Grand Fenwick divenne la più "potente" nazione del mondo dopo aver dichiarato guerra agli Stati Uniti d'America, con la speranza, dopo l'inevitabile disfatta, di usufruire dei benefici del Piano Marshall. S'impossessò incidentalmente della bomba Q, impose il disarmo nucleare e fondò la Lega delle Piccole Nazioni al fine di farlo rispettare. Prese parte, inoltre, alla corsa allo spazio e diventò, nel 1962, il primo Paese ad inviare sulla Luna un'astronave con equipaggio, utilizzando come carburante un vino Pinot locale per mettere in difficoltà le navicelle statunitensi e sovietiche. Durante la crisi energetica (1973) si scoprì che il ducato disponeva delle più vaste riserve petrolifere del pianeta.

### Ordinamento politico ed economia
La forma di governo del Grand Fenwick è una monarchia parlamentare retta dal duca, assistito dal Consiglio della libertà, composto da dieci membri, e dal Consiglio privato. L'unico momento di tensione politica fu causato, negli anni cinquanta, dalla questione della diluizione che oppose due fazioni partigiane dell'aumento o meno della produzione del vino nazionale. L'economia dello Stato è basata, appunto, sull'esportazione del Pinot artigianale (2000 bottiglie ogni anno), l'emissione di francobolli locali e la parte di azioni rilevate da una società americana di gomma da masticare, quotata in Borsa. L'agricoltura e l'allevamento del bestiame sono positivamente diffusi.
La bandiera nazionale è caratterizzata da un'aquila bicefala rossa su campo d'argento. Lo stemma riprende l'oggetto del vessillo, ma su fondo nero. L'unico giornale pubblicato è il Fenwick Freeman, significativi i lavori di ornitologia di Pierce Bascomb, congiunto del principe consorte. Interessante la foresta di Fenwick, 200 ettari a tre chilometri dalla capitale, un vero parco in cui crescono cinquanta tipi diversi di alberi.

## Critica
I romanzi sono la satira sulla guerra fredda e sui due blocchi occidentale che rappresenta la parte militare della NATO e l'influenza della politica statunitense e quello orientale che figura l'aspetto militare del Patto di Varsavia e l'influenza della politica sovietica.

## Adattamenti cinematografici
- Il ruggito del topo (The Mouse That Roared) regia di Jack Arnold (1959)
- Mani sulla luna (	The Mouse on the Moon) regia di Richard Lester (1963)